# Sarral
Sarral – gmina w Hiszpanii, w prowincji Tarragona, w Katalonii, o powierzchni 52,09 km². W 2011 roku gmina liczyła 1662 mieszkańców.